# گردنه تالدیک
گردنه تالدیک (به لاتین: Taldyk Pass) یک گردنه در قرقیزستان است که در رشته‌کوه آلای واقع شده‌است. گردنه تالدیک ۳٬۶۱۵ متر بالاتر از سطح دریا واقع شده‌است.